# Zalné
Zalné is een buurtschap in de Overijsselse gemeente Zwolle.

## Geschiedenis
Zalné ligt op een zandrug die in het Weichselien is gevormd door opgewaaid zand, zogenaamd dekzand. De oudste sporen van bewoning stammen uit de 2e of 3e eeuw na Christus. In deze periode heeft er een nederzetting gestaan op de plek waar nu de buitenplaats Boschwijk staat. Hier zijn ongeveer vierhonderd aardewerkscherven gevonden uit deze periode.